# Squalus acutirostris
Squalus acutirostris är en hajart som beskrevs av Chu, Meng och Li 1984. Squalus acutirostris ingår i släktet Squalus och familjen pigghajar. IUCN kategoriserar arten globalt som otillräckligt studerad. Inga underarter finns listade i Catalogue of Life.